# 鬼追人2
《鬼追人2》（英語：Phantasm II）是一部1988年美国科學奇幻恐怖電影，也是1979年电影《鬼追人》的续集。本片由唐·科斯卡雷利（Don Coscarelli）编剧并执导，主演有安格斯·斯克里姆（Angus Scrimm）、詹姆斯·勒格罗（James LeGros）和雷吉·班尼斯特（Reggie Bannister）。在第一部电影中担任主角的迈克刚刚从精神病院获释，召集了雷吉和一些新朋友，共同对抗邪恶反派“高个子”（Tall Man）。
本片因把迈克的演员换成詹姆斯·勒格罗而引发粉丝争议，并未受到影评人的好评。此后，该系列推出了两部录像带发行的续集：《鬼追人3》（1994年）和《鬼追人4》（1998年），最终迎来了《鬼追人》系列最终章：《鬼追人5》（2016年），该片获得院线放映。由于在美国发行受阻，《鬼追人2》直到2009年才在1区DVD发布，2013年推出蓝光光碟。

## 剧情
莉兹·雷诺兹是一名年轻女子，她与迈克·皮尔森和高个子之间存在着一种精神感应联系，常常以预知梦的形式显现。透过这一联系，莉兹向迈克求助，希望他能找到自己，因为她担心祖父去世后，高个子会夺走他的尸体。故事紧接第一部电影的结局展开，高个子和他的爪牙企图绑架迈克，但雷吉成功救出他，炸毁了房子。
七年后，1986年，19岁的迈克仍被关在精神病院，他假装康复以获得释放。当晚，他前往晨光公墓，挖掘坟墓进行调查。雷吉出现，想要说服迈克他与高个子的经历并不真实。然而，迈克发现所有棺材都是空的，请求雷吉与他一起追捕高个子。他们到达雷吉的家时，迈克产生预感，看到高个子引发爆炸杀死雷吉的家人，随后爆炸竟然真实发生。葬礼后，雷吉最终相信迈克的说法，决定与他同行。两人收集武器和物资，踏上追踪之旅，途中发现被遗弃的城镇、遭洗劫的墓地，以及高个子留下的陷阱——其中甚至有一名裸女的幻象。他们在俄勒冈州的佩里戈镇遇到了一个怪物，与莉兹有相似之处，暗示他们即将找到她。
与此同时，莉兹的祖父去世，姐姐杰瑞在葬礼上失踪。在寻找姐姐的过程中，莉兹与高个子狭路相逢，设法逃脱。主持葬礼的迈耶斯神父因恐惧而精神错乱，想要用刀刺死复活的莉兹祖父，但尸体却站起来绑架了莉兹的祖母。第二天早上，莉兹在祖母空无一人的床上发现了一枚殡仪馆徽章，透过心灵感应听到高个子威胁她，要求晚上回来救祖母。与此同时，雷吉碰到了搭车女子艾尔克米，她与迈克早前看到的裸女幻象极为相似。他们到达佩里戈镇，却发现这里已成为一座荒废的鬼城。莉兹进入殡仪馆，遇到了迈耶斯神父，后者劝她尽快逃离。然而，神父随后被高个子的飞球杀死。莉兹发现祖母已被高个子转化为爪牙之一，她再次设法逃脱，最终在墓地里与迈克相遇。
当晚，高个子将莉兹绑架带走，迈克和雷吉驾车追赶。莉兹被高个子的助手带到火葬场，但她设法杀死其中一人逃脱。迈克和雷吉潜入殡仪馆，发现了一间尸体防腐室。雷吉在尸体防腐液中倒入强酸，而迈克则发现了一个通往异次元的传送门，用飞球启动了它。雷吉在地下室与一名掘墓人和数名爪牙展开激战，他用电锯杀死掘墓人，用四管猎枪击毙爪牙。与此同时，迈克击败一名殡仪馆职员，救下莉兹。这时，一个比普通飞球更大的金球出现，开始追逐迈克和莉兹。职员为了逃跑，甚至不惜砍掉自己的手。
金球配备了多种武器，有扫描器、激光和旋转刀片，迈克和莉兹被迫逃入会客厅，遇到逃脱的职员。金球随后冲破门板，用旋转锯杀死了职员。此时，三人成功汇合，用之前嵌入墙壁的银球打开传送门。他们想要摧毁整座建筑时，高个子出现了，但雷吉用注射器将酸性防腐液注入他的体内，使其身体开始溶解。
三人成功逃离建筑，遇到了艾尔克米，她找来了一辆废弃灵车当作交通工具。然而，当他们上车后，艾尔克米突然露出非人类本质，灵车开始失控，最终雷吉被抛出车外。迈克和莉兹被困在车内，想要安慰自己这只是梦境。然而，驾驶室的隔板突然滑开，高个子露出身影。与此同时，无数只手臂从车窗后座伸出，将迈克和莉兹拖入黑暗中。

## 演员
- 安格斯·斯克里姆（Angus Scrimm） 饰 高个子（The Tall Man）
- 詹姆斯·勒格罗（James LeGros） 饰 迈克·皮尔森（Mike Pearson）
- 雷吉·班尼斯特（Reggie Bannister） 饰 雷吉（Reggie）
- 葆拉·欧文（Paula Irvine） 饰 莉兹·雷诺兹（Liz Reynolds）
- 萨曼莎·菲利普斯（Samantha Phillips） 饰 艾尔克米（Alchemy）
- 肯尼斯·泰戈（Kenneth Tigar） 饰 迈耶斯神父（Father Meyers）
- 鲁宾·库什纳（Rubin Kushner） 饰 亚历克斯·墨菲祖父（Grandpa Alex Murphy）
- 露丝·C·恩格尔（Ruth C. Engel） 饰 墨菲祖母（Grandma Murphy）
- 斯泰西·特拉维斯（Stacey Travis） 饰 杰瑞·雷诺兹（Jeri Reynolds）
- A·迈克尔·鲍德温（A. Michael Baldwin） 饰 年幼的迈克（Young Mike）
- J·帕特里克·麦克纳马拉（J. Patrick McNamara） 饰 心理医生（Psychologist）
- 马克·安东尼·梅杰（Mark Anthony Major） 饰 殡仪馆职员（Mortician）